# Igor Vori
Igor Vori (Zagreb, 20. rujna 1980.), bivši je hrvatski rukometaš i bivši trener RK Prvo plinarsko društvo Zagreb.
Kao član Hrvatske rukometne reprezentacije 2004. dobitnik je Državne nagrade za šport "Franjo Bučar"
2009. godine Igor je dobio nagradu za najboljeg hrvatskoga rukometaša .
Igor Vori je, 29. travnja 2020., postao predsjednik je Komisije za sportaše IHF-a, a dužnost će obnašati do Olimpijskih igara 8. kolovoza 2021. godine.
Dana 2. lipnja 2020. godine Igor Vori imenovan je trenerom RK Prvo plinarsko društvo Zagreb.

## Sastavi
| Sastav hrvatske rukometne reprezentacije na SP u Španjolskoj 2013. (3. mjesto) | Sastav hrvatske rukometne reprezentacije na SP u Španjolskoj 2013. (3. mjesto) | Sastav hrvatske rukometne reprezentacije na SP u Španjolskoj 2013. (3. mjesto) |
| --- | ------------------------------------------------------------------------------ | ------------------------------------------------------------------------------ |
| |                                                                                |                                                                                |
| 25 Mirko Alilović \| 20 Damir Bičanić \| 27 Ivan Čupić \| 5 Domagoj Duvnjak \| 10 Jakov Gojun \| 13 Zlatko Horvat \| 16 Filip Ivić \| 8 Marko Kopljar \| 6 Blaženko Lacković \| 23 Stipe Mandalinić \| 3 Marino Marić \| 28 Željko Musa \| 29 Ivan Ninčević \| 7 Luka Stepančić \| 17 Lovro Šprem \| 26 Manuel Štrlek \| Kapetan: 9 Igor Vori \| 14 Drago Vuković \| Izbornik: Slavko Goluža |                                                                                |                                                                                |

| Sastav hrvatske rukometne reprezentacije na SP u Španjolskoj 2013. (3. mjesto) | Sastav hrvatske rukometne reprezentacije na SP u Španjolskoj 2013. (3. mjesto) | Sastav hrvatske rukometne reprezentacije na SP u Španjolskoj 2013. (3. mjesto) |
| --- | ------------------------------------------------------------------------------ | ------------------------------------------------------------------------------ |
| |                                                                                |                                                                                |
| 25 Mirko Alilović \| 20 Damir Bičanić \| 27 Ivan Čupić \| 5 Domagoj Duvnjak \| 10 Jakov Gojun \| 13 Zlatko Horvat \| 16 Filip Ivić \| 8 Marko Kopljar \| 6 Blaženko Lacković \| 23 Stipe Mandalinić \| 3 Marino Marić \| 28 Željko Musa \| 29 Ivan Ninčević \| 7 Luka Stepančić \| 17 Lovro Šprem \| 26 Manuel Štrlek \| Kapetan: 9 Igor Vori \| 14 Drago Vuković \| Izbornik: Slavko Goluža |                                                                                |                                                                                |

| Sastav hrvatske rukometne reprezentacije na OI u Londonu 2012. (3. mjesto) | Sastav hrvatske rukometne reprezentacije na OI u Londonu 2012. (3. mjesto) | Sastav hrvatske rukometne reprezentacije na OI u Londonu 2012. (3. mjesto) |
| --- | -------------------------------------------------------------------------- | -------------------------------------------------------------------------- |
| |                                                                            |                                                                            |
| 25 Mirko Alilović \| 4 Ivano Balić \| 20 Damir Bičanić \| 21 Denis Buntić \| 27 Ivan Čupić \| 5 Domagoj Duvnjak \| 10 Jakov Gojun \| 13 Zlatko Horvat \| 8 Marko Kopljar \| 6 Blaženko Lacković \| 1 Venio Losert \| 29 Ivan Ninčević \| 26 Manuel Štrlek \| Kapetan: 9 Igor Vori \| 14 Drago Vuković \| Izbornik: Slavko Goluža |                                                                            |                                                                            |

| Sastav hrvatske rukometne reprezentacije na OI u Londonu 2012. (3. mjesto) | Sastav hrvatske rukometne reprezentacije na OI u Londonu 2012. (3. mjesto) | Sastav hrvatske rukometne reprezentacije na OI u Londonu 2012. (3. mjesto) |
| --- | -------------------------------------------------------------------------- | -------------------------------------------------------------------------- |
| |                                                                            |                                                                            |
| 25 Mirko Alilović \| 4 Ivano Balić \| 20 Damir Bičanić \| 21 Denis Buntić \| 27 Ivan Čupić \| 5 Domagoj Duvnjak \| 10 Jakov Gojun \| 13 Zlatko Horvat \| 8 Marko Kopljar \| 6 Blaženko Lacković \| 1 Venio Losert \| 29 Ivan Ninčević \| 26 Manuel Štrlek \| Kapetan: 9 Igor Vori \| 14 Drago Vuković \| Izbornik: Slavko Goluža |                                                                            |                                                                            |

| Sastav hrvatske rukometne reprezentacije na EP u Srbiji 2012. (3. mjesto) | Sastav hrvatske rukometne reprezentacije na EP u Srbiji 2012. (3. mjesto) | Sastav hrvatske rukometne reprezentacije na EP u Srbiji 2012. (3. mjesto) |
| --- | ------------------------------------------------------------------------- | ------------------------------------------------------------------------- |
| |                                                                           |                                                                           |
| 25 Mirko Alilović \| 4 Ivano Balić \| 17 Hrvoje Batinović \| 20 Damir Bičanić \| 21 Denis Buntić \| 27 Ivan Čupić \| 5 Domagoj Duvnjak \| 10 Jakov Gojun \| 13 Zlatko Horvat \| 8 Marko Kopljar \| 6 Blaženko Lacković \| 12 Venio Losert \| 28 Željko Musa \| 29 Ivan Ninčević \| 26 Manuel Štrlek \| Kapetan: 9 Igor Vori \| 14 Drago Vuković \| Izbornik: Slavko Goluža |                                                                           |                                                                           |

| Sastav hrvatske rukometne reprezentacije na EP u Srbiji 2012. (3. mjesto) | Sastav hrvatske rukometne reprezentacije na EP u Srbiji 2012. (3. mjesto) | Sastav hrvatske rukometne reprezentacije na EP u Srbiji 2012. (3. mjesto) |
| --- | ------------------------------------------------------------------------- | ------------------------------------------------------------------------- |
| |                                                                           |                                                                           |
| 25 Mirko Alilović \| 4 Ivano Balić \| 17 Hrvoje Batinović \| 20 Damir Bičanić \| 21 Denis Buntić \| 27 Ivan Čupić \| 5 Domagoj Duvnjak \| 10 Jakov Gojun \| 13 Zlatko Horvat \| 8 Marko Kopljar \| 6 Blaženko Lacković \| 12 Venio Losert \| 28 Željko Musa \| 29 Ivan Ninčević \| 26 Manuel Štrlek \| Kapetan: 9 Igor Vori \| 14 Drago Vuković \| Izbornik: Slavko Goluža |                                                                           |                                                                           |

| Sastav hrvatske rukometne reprezentacije na EP u Austriji 2010. (2. mjesto) | Sastav hrvatske rukometne reprezentacije na EP u Austriji 2010. (2. mjesto) | Sastav hrvatske rukometne reprezentacije na EP u Austriji 2010. (2. mjesto) |
| --- | --------------------------------------------------------------------------- | --------------------------------------------------------------------------- |
| |                                                                             |                                                                             |
| 4 Ivano Balić \| 5 Domagoj Duvnjak \| 6 Blaženko Lacković \| 7 Vedran Zrnić \| 8 Marko Kopljar \| 9 Igor Vori \| 10 Jakov Gojun \| 12 Goran Čarapina \| 14 Drago Vuković \| 17 Vedran Mataija \| 20 Damir Bičanić \| 21 Denis Buntić \| 24 Tonči Valčić \| 25 Mirko Alilović \| 26 Manuel Štrlek \| 27 Ivan Čupić \| 28 Željko Musa \| Izbornik: Lino Červar |                                                                             |                                                                             |

| Sastav hrvatske rukometne reprezentacije na EP u Austriji 2010. (2. mjesto) | Sastav hrvatske rukometne reprezentacije na EP u Austriji 2010. (2. mjesto) | Sastav hrvatske rukometne reprezentacije na EP u Austriji 2010. (2. mjesto) |
| --- | --------------------------------------------------------------------------- | --------------------------------------------------------------------------- |
| |                                                                             |                                                                             |
| 4 Ivano Balić \| 5 Domagoj Duvnjak \| 6 Blaženko Lacković \| 7 Vedran Zrnić \| 8 Marko Kopljar \| 9 Igor Vori \| 10 Jakov Gojun \| 12 Goran Čarapina \| 14 Drago Vuković \| 17 Vedran Mataija \| 20 Damir Bičanić \| 21 Denis Buntić \| 24 Tonči Valčić \| 25 Mirko Alilović \| 26 Manuel Štrlek \| 27 Ivan Čupić \| 28 Željko Musa \| Izbornik: Lino Červar |                                                                             |                                                                             |

| Sastav hrvatske rukometne reprezentacije na SP u Hrvatskoj 2009. (2. mjesto) | Sastav hrvatske rukometne reprezentacije na SP u Hrvatskoj 2009. (2. mjesto) | Sastav hrvatske rukometne reprezentacije na SP u Hrvatskoj 2009. (2. mjesto) |
| --- | ---------------------------------------------------------------------------- | ---------------------------------------------------------------------------- |
| |                                                                              |                                                                              |
| 1 Venio Losert \| 2 Mateo Hrvatin \| 4 Ivano Balić \| 5 Domagoj Duvnjak \| 6 Blaženko Lacković \| 7 Vedran Zrnić \| 8 Marko Kopljar \| 9 Igor Vori \| 10 Jakov Gojun \| 13 Zlatko Horvat \| 17 Goran Šprem \| 18 Denis Špoljarić \| 19 Petar Metličić \| 21 Denis Buntić \| 22 Josip Valčić \| 24 Tonči Valčić \| 25 Mirko Alilović \| 27 Ivan Čupić \| 28 Dalibor Anušić \| Izbornik: Lino Červar |                                                                              |                                                                              |

| Sastav hrvatske rukometne reprezentacije na SP u Hrvatskoj 2009. (2. mjesto) | Sastav hrvatske rukometne reprezentacije na SP u Hrvatskoj 2009. (2. mjesto) | Sastav hrvatske rukometne reprezentacije na SP u Hrvatskoj 2009. (2. mjesto) |
| --- | ---------------------------------------------------------------------------- | ---------------------------------------------------------------------------- |
| |                                                                              |                                                                              |
| 1 Venio Losert \| 2 Mateo Hrvatin \| 4 Ivano Balić \| 5 Domagoj Duvnjak \| 6 Blaženko Lacković \| 7 Vedran Zrnić \| 8 Marko Kopljar \| 9 Igor Vori \| 10 Jakov Gojun \| 13 Zlatko Horvat \| 17 Goran Šprem \| 18 Denis Špoljarić \| 19 Petar Metličić \| 21 Denis Buntić \| 22 Josip Valčić \| 24 Tonči Valčić \| 25 Mirko Alilović \| 27 Ivan Čupić \| 28 Dalibor Anušić \| Izbornik: Lino Červar |                                                                              |                                                                              |

| Sastav hrvatske rukometne reprezentacije na EP u Norveškoj 2008. (2. mjesto) | Sastav hrvatske rukometne reprezentacije na EP u Norveškoj 2008. (2. mjesto) | Sastav hrvatske rukometne reprezentacije na EP u Norveškoj 2008. (2. mjesto) |
| --- | ---------------------------------------------------------------------------- | ---------------------------------------------------------------------------- |
| |                                                                              |                                                                              |
| 2 Nikša Kaleb \| 3 Renato Sulić \| 4 Ivano Balić \| 5 Domagoj Duvnjak \| 6 Blaženko Lacković \| 9 Igor Vori \| 10 Davor Dominiković \| 12 Vjenceslav Somić \| 13 Zlatko Horvat \| 14 Drago Vuković \| 16 Dragan Jerković \| 18 Denis Špoljarić \| 19 Petar Metličić \| 22 Josip Valčić \| 23 Ljubo Vukić \| 24 Tonči Valčić \| 25 Mirko Alilović \| 27 Ivan Čupić \| Izbornik: Lino Červar |                                                                              |                                                                              |

| Sastav hrvatske rukometne reprezentacije na EP u Norveškoj 2008. (2. mjesto) | Sastav hrvatske rukometne reprezentacije na EP u Norveškoj 2008. (2. mjesto) | Sastav hrvatske rukometne reprezentacije na EP u Norveškoj 2008. (2. mjesto) |
| --- | ---------------------------------------------------------------------------- | ---------------------------------------------------------------------------- |
| |                                                                              |                                                                              |
| 2 Nikša Kaleb \| 3 Renato Sulić \| 4 Ivano Balić \| 5 Domagoj Duvnjak \| 6 Blaženko Lacković \| 9 Igor Vori \| 10 Davor Dominiković \| 12 Vjenceslav Somić \| 13 Zlatko Horvat \| 14 Drago Vuković \| 16 Dragan Jerković \| 18 Denis Špoljarić \| 19 Petar Metličić \| 22 Josip Valčić \| 23 Ljubo Vukić \| 24 Tonči Valčić \| 25 Mirko Alilović \| 27 Ivan Čupić \| Izbornik: Lino Červar |                                                                              |                                                                              |

| Sastav hrvatske rukometne reprezentacije na EP u Švicarskoj 2006. (4. mjesto) | Sastav hrvatske rukometne reprezentacije na EP u Švicarskoj 2006. (4. mjesto) | Sastav hrvatske rukometne reprezentacije na EP u Švicarskoj 2006. (4. mjesto) |
| --- | ----------------------------------------------------------------------------- | ----------------------------------------------------------------------------- |
| |                                                                               |                                                                               |
| 1 Venio Losert \| 3 Renato Sulić \| 4 Ivano Balić \| 6 Blaženko Lacković \| 7 Ivan Čupić \| 9 Igor Vori \| 10 Davor Dominiković \| 11 Mirza Džomba \| 12 Vlado Šola \| 13 Zlatko Horvat \| 15 Slavko Goluža \| 16 Nikola Blažičko \| 17 Goran Šprem \| 18 Denis Špoljarić \| 19 Petar Metličić \| 20 Denis Buntić \| Izbornik: Lino Červar |                                                                               |                                                                               |

| Sastav hrvatske rukometne reprezentacije na EP u Švicarskoj 2006. (4. mjesto) | Sastav hrvatske rukometne reprezentacije na EP u Švicarskoj 2006. (4. mjesto) | Sastav hrvatske rukometne reprezentacije na EP u Švicarskoj 2006. (4. mjesto) |
| --- | ----------------------------------------------------------------------------- | ----------------------------------------------------------------------------- |
| |                                                                               |                                                                               |
| 1 Venio Losert \| 3 Renato Sulić \| 4 Ivano Balić \| 6 Blaženko Lacković \| 7 Ivan Čupić \| 9 Igor Vori \| 10 Davor Dominiković \| 11 Mirza Džomba \| 12 Vlado Šola \| 13 Zlatko Horvat \| 15 Slavko Goluža \| 16 Nikola Blažičko \| 17 Goran Šprem \| 18 Denis Špoljarić \| 19 Petar Metličić \| 20 Denis Buntić \| Izbornik: Lino Červar |                                                                               |                                                                               |

| Sastav hrvatske rukometne reprezentacije na SP u Tunisu 2005. (2. mjesto) | Sastav hrvatske rukometne reprezentacije na SP u Tunisu 2005. (2. mjesto) | Sastav hrvatske rukometne reprezentacije na SP u Tunisu 2005. (2. mjesto) |
| --- | ------------------------------------------------------------------------- | ------------------------------------------------------------------------- |
| |                                                                           |                                                                           |
| 1 Venio Losert \| 2 Nikša Kaleb \| 4 Ivano Balić \| 6 Blaženko Lacković \| 7 Vedran Zrnić \| 9 Igor Vori \| 10 Davor Dominiković \| 11 Mirza Džomba \| 12 Vlado Šola \| 13 Zoran Jeftić \| 15 Slavko Goluža \| 16 Nikola Blažičko \| 17 Goran Šprem \| 18 Denis Špoljarić \| 19 Petar Metličić \| 21 Denis Buntić \| Izbornik: Lino Červar |                                                                           |                                                                           |

| Sastav hrvatske rukometne reprezentacije na SP u Tunisu 2005. (2. mjesto) | Sastav hrvatske rukometne reprezentacije na SP u Tunisu 2005. (2. mjesto) | Sastav hrvatske rukometne reprezentacije na SP u Tunisu 2005. (2. mjesto) |
| --- | ------------------------------------------------------------------------- | ------------------------------------------------------------------------- |
| |                                                                           |                                                                           |
| 1 Venio Losert \| 2 Nikša Kaleb \| 4 Ivano Balić \| 6 Blaženko Lacković \| 7 Vedran Zrnić \| 9 Igor Vori \| 10 Davor Dominiković \| 11 Mirza Džomba \| 12 Vlado Šola \| 13 Zoran Jeftić \| 15 Slavko Goluža \| 16 Nikola Blažičko \| 17 Goran Šprem \| 18 Denis Špoljarić \| 19 Petar Metličić \| 21 Denis Buntić \| Izbornik: Lino Červar |                                                                           |                                                                           |

| Sastav hrvatske rukometne reprezentacije na OI u Ateni 2004. (prvaci) | Sastav hrvatske rukometne reprezentacije na OI u Ateni 2004. (prvaci) | Sastav hrvatske rukometne reprezentacije na OI u Ateni 2004. (prvaci) |
| --- | --------------------------------------------------------------------- | --------------------------------------------------------------------- |
| |                                                                       |                                                                       |
| Ivano Balić \| Davor Dominiković \| Mirza Džomba \| Slavko Goluža \| Nikša Kaleb \| Blaženko Lacković \| Venio Losert \| Valter Matošević \| Petar Metličić \| Vlado Šola \| Denis Špoljarić \| Goran Šprem \| Igor Vori \| Drago Vuković \| Vedran Zrnić \| izbornik: Lino Červar |                                                                       |                                                                       |

| Sastav hrvatske rukometne reprezentacije na OI u Ateni 2004. (prvaci) | Sastav hrvatske rukometne reprezentacije na OI u Ateni 2004. (prvaci) | Sastav hrvatske rukometne reprezentacije na OI u Ateni 2004. (prvaci) |
| --- | --------------------------------------------------------------------- | --------------------------------------------------------------------- |
| |                                                                       |                                                                       |
| Ivano Balić \| Davor Dominiković \| Mirza Džomba \| Slavko Goluža \| Nikša Kaleb \| Blaženko Lacković \| Venio Losert \| Valter Matošević \| Petar Metličić \| Vlado Šola \| Denis Špoljarić \| Goran Šprem \| Igor Vori \| Drago Vuković \| Vedran Zrnić \| izbornik: Lino Červar |                                                                       |                                                                       |

| Sastav hrvatske rukometne reprezentacije na EP u Sloveniji 2004. (4. mjesto) | Sastav hrvatske rukometne reprezentacije na EP u Sloveniji 2004. (4. mjesto) | Sastav hrvatske rukometne reprezentacije na EP u Sloveniji 2004. (4. mjesto) |
| --- | ---------------------------------------------------------------------------- | ---------------------------------------------------------------------------- |
| |                                                                              |                                                                              |
| 1 Mario Kelentrić \| 2 Nikša Kaleb \| 3 Renato Sulić \| 4 Ivano Balić \| 5 Ivan Vukas \| 6 Blaženko Lacković \| 7 Vedran Zrnić \| 9 Igor Vori \| 10 Davor Dominiković \| 11 Mirza Džomba \| 12 Vlado Šola \| 14 Tonči Valčić \| 15 Slavko Goluža \| 16 Valter Matošević \| 18 Denis Špoljarić \| 19 Petar Metličić \| Izbornik: Lino Červar |                                                                              |                                                                              |

| Sastav hrvatske rukometne reprezentacije na EP u Sloveniji 2004. (4. mjesto) | Sastav hrvatske rukometne reprezentacije na EP u Sloveniji 2004. (4. mjesto) | Sastav hrvatske rukometne reprezentacije na EP u Sloveniji 2004. (4. mjesto) |
| --- | ---------------------------------------------------------------------------- | ---------------------------------------------------------------------------- |
| |                                                                              |                                                                              |
| 1 Mario Kelentrić \| 2 Nikša Kaleb \| 3 Renato Sulić \| 4 Ivano Balić \| 5 Ivan Vukas \| 6 Blaženko Lacković \| 7 Vedran Zrnić \| 9 Igor Vori \| 10 Davor Dominiković \| 11 Mirza Džomba \| 12 Vlado Šola \| 14 Tonči Valčić \| 15 Slavko Goluža \| 16 Valter Matošević \| 18 Denis Špoljarić \| 19 Petar Metličić \| Izbornik: Lino Červar |                                                                              |                                                                              |

| Sastav hrvatske rukometne reprezentacije na SP u Portugalu 2003. (prvaci) | Sastav hrvatske rukometne reprezentacije na SP u Portugalu 2003. (prvaci) | Sastav hrvatske rukometne reprezentacije na SP u Portugalu 2003. (prvaci) |
| --- | ------------------------------------------------------------------------- | ------------------------------------------------------------------------- |
| |                                                                           |                                                                           |
| Ivano Balić \| Davor Dominiković \| Mirza Džomba \| Slavko Goluža \| Božidar Jović \| Nikša Kaleb \| Mario Kelentrić \| Blaženko Lacković \| Valter Matošević \| Petar Metličić \| Vlado Šola \| Denis Špoljarić \| Goran Šprem \| Renato Sulić \| Tonči Valčić \| Igor Vori \| Vedran Zrnić \| izbornik: Lino Červar |                                                                           |                                                                           |

| Sastav hrvatske rukometne reprezentacije na SP u Portugalu 2003. (prvaci) | Sastav hrvatske rukometne reprezentacije na SP u Portugalu 2003. (prvaci) | Sastav hrvatske rukometne reprezentacije na SP u Portugalu 2003. (prvaci) |
| --- | ------------------------------------------------------------------------- | ------------------------------------------------------------------------- |
| |                                                                           |                                                                           |
| Ivano Balić \| Davor Dominiković \| Mirza Džomba \| Slavko Goluža \| Božidar Jović \| Nikša Kaleb \| Mario Kelentrić \| Blaženko Lacković \| Valter Matošević \| Petar Metličić \| Vlado Šola \| Denis Špoljarić \| Goran Šprem \| Renato Sulić \| Tonči Valčić \| Igor Vori \| Vedran Zrnić \| izbornik: Lino Červar |                                                                           |                                                                           |

| Sastav hrvatske rukometne reprezentacije na SP u Španjolskoj 2013. (3. mjesto) | Sastav hrvatske rukometne reprezentacije na SP u Španjolskoj 2013. (3. mjesto) | Sastav hrvatske rukometne reprezentacije na SP u Španjolskoj 2013. (3. mjesto) |
| --- | ------------------------------------------------------------------------------ | ------------------------------------------------------------------------------ |
| |                                                                                |                                                                                |
| 25 Mirko Alilović \| 20 Damir Bičanić \| 27 Ivan Čupić \| 5 Domagoj Duvnjak \| 10 Jakov Gojun \| 13 Zlatko Horvat \| 16 Filip Ivić \| 8 Marko Kopljar \| 6 Blaženko Lacković \| 23 Stipe Mandalinić \| 3 Marino Marić \| 28 Željko Musa \| 29 Ivan Ninčević \| 7 Luka Stepančić \| 17 Lovro Šprem \| 26 Manuel Štrlek \| Kapetan: 9 Igor Vori \| 14 Drago Vuković \| Izbornik: Slavko Goluža |                                                                                |                                                                                |

| Sastav hrvatske rukometne reprezentacije na SP u Španjolskoj 2013. (3. mjesto) | Sastav hrvatske rukometne reprezentacije na SP u Španjolskoj 2013. (3. mjesto) | Sastav hrvatske rukometne reprezentacije na SP u Španjolskoj 2013. (3. mjesto) |
| --- | ------------------------------------------------------------------------------ | ------------------------------------------------------------------------------ |
| |                                                                                |                                                                                |
| 25 Mirko Alilović \| 20 Damir Bičanić \| 27 Ivan Čupić \| 5 Domagoj Duvnjak \| 10 Jakov Gojun \| 13 Zlatko Horvat \| 16 Filip Ivić \| 8 Marko Kopljar \| 6 Blaženko Lacković \| 23 Stipe Mandalinić \| 3 Marino Marić \| 28 Željko Musa \| 29 Ivan Ninčević \| 7 Luka Stepančić \| 17 Lovro Šprem \| 26 Manuel Štrlek \| Kapetan: 9 Igor Vori \| 14 Drago Vuković \| Izbornik: Slavko Goluža |                                                                                |                                                                                |

| Sastav hrvatske rukometne reprezentacije na OI u Londonu 2012. (3. mjesto) | Sastav hrvatske rukometne reprezentacije na OI u Londonu 2012. (3. mjesto) | Sastav hrvatske rukometne reprezentacije na OI u Londonu 2012. (3. mjesto) |
| --- | -------------------------------------------------------------------------- | -------------------------------------------------------------------------- |
| |                                                                            |                                                                            |
| 25 Mirko Alilović \| 4 Ivano Balić \| 20 Damir Bičanić \| 21 Denis Buntić \| 27 Ivan Čupić \| 5 Domagoj Duvnjak \| 10 Jakov Gojun \| 13 Zlatko Horvat \| 8 Marko Kopljar \| 6 Blaženko Lacković \| 1 Venio Losert \| 29 Ivan Ninčević \| 26 Manuel Štrlek \| Kapetan: 9 Igor Vori \| 14 Drago Vuković \| Izbornik: Slavko Goluža |                                                                            |                                                                            |

| Sastav hrvatske rukometne reprezentacije na OI u Londonu 2012. (3. mjesto) | Sastav hrvatske rukometne reprezentacije na OI u Londonu 2012. (3. mjesto) | Sastav hrvatske rukometne reprezentacije na OI u Londonu 2012. (3. mjesto) |
| --- | -------------------------------------------------------------------------- | -------------------------------------------------------------------------- |
| |                                                                            |                                                                            |
| 25 Mirko Alilović \| 4 Ivano Balić \| 20 Damir Bičanić \| 21 Denis Buntić \| 27 Ivan Čupić \| 5 Domagoj Duvnjak \| 10 Jakov Gojun \| 13 Zlatko Horvat \| 8 Marko Kopljar \| 6 Blaženko Lacković \| 1 Venio Losert \| 29 Ivan Ninčević \| 26 Manuel Štrlek \| Kapetan: 9 Igor Vori \| 14 Drago Vuković \| Izbornik: Slavko Goluža |                                                                            |                                                                            |

| Sastav hrvatske rukometne reprezentacije na EP u Srbiji 2012. (3. mjesto) | Sastav hrvatske rukometne reprezentacije na EP u Srbiji 2012. (3. mjesto) | Sastav hrvatske rukometne reprezentacije na EP u Srbiji 2012. (3. mjesto) |
| --- | ------------------------------------------------------------------------- | ------------------------------------------------------------------------- |
| |                                                                           |                                                                           |
| 25 Mirko Alilović \| 4 Ivano Balić \| 17 Hrvoje Batinović \| 20 Damir Bičanić \| 21 Denis Buntić \| 27 Ivan Čupić \| 5 Domagoj Duvnjak \| 10 Jakov Gojun \| 13 Zlatko Horvat \| 8 Marko Kopljar \| 6 Blaženko Lacković \| 12 Venio Losert \| 28 Željko Musa \| 29 Ivan Ninčević \| 26 Manuel Štrlek \| Kapetan: 9 Igor Vori \| 14 Drago Vuković \| Izbornik: Slavko Goluža |                                                                           |                                                                           |

| Sastav hrvatske rukometne reprezentacije na EP u Srbiji 2012. (3. mjesto) | Sastav hrvatske rukometne reprezentacije na EP u Srbiji 2012. (3. mjesto) | Sastav hrvatske rukometne reprezentacije na EP u Srbiji 2012. (3. mjesto) |
| --- | ------------------------------------------------------------------------- | ------------------------------------------------------------------------- |
| |                                                                           |                                                                           |
| 25 Mirko Alilović \| 4 Ivano Balić \| 17 Hrvoje Batinović \| 20 Damir Bičanić \| 21 Denis Buntić \| 27 Ivan Čupić \| 5 Domagoj Duvnjak \| 10 Jakov Gojun \| 13 Zlatko Horvat \| 8 Marko Kopljar \| 6 Blaženko Lacković \| 12 Venio Losert \| 28 Željko Musa \| 29 Ivan Ninčević \| 26 Manuel Štrlek \| Kapetan: 9 Igor Vori \| 14 Drago Vuković \| Izbornik: Slavko Goluža |                                                                           |                                                                           |

| Sastav hrvatske rukometne reprezentacije na EP u Austriji 2010. (2. mjesto) | Sastav hrvatske rukometne reprezentacije na EP u Austriji 2010. (2. mjesto) | Sastav hrvatske rukometne reprezentacije na EP u Austriji 2010. (2. mjesto) |
| --- | --------------------------------------------------------------------------- | --------------------------------------------------------------------------- |
| |                                                                             |                                                                             |
| 4 Ivano Balić \| 5 Domagoj Duvnjak \| 6 Blaženko Lacković \| 7 Vedran Zrnić \| 8 Marko Kopljar \| 9 Igor Vori \| 10 Jakov Gojun \| 12 Goran Čarapina \| 14 Drago Vuković \| 17 Vedran Mataija \| 20 Damir Bičanić \| 21 Denis Buntić \| 24 Tonči Valčić \| 25 Mirko Alilović \| 26 Manuel Štrlek \| 27 Ivan Čupić \| 28 Željko Musa \| Izbornik: Lino Červar |                                                                             |                                                                             |

| Sastav hrvatske rukometne reprezentacije na EP u Austriji 2010. (2. mjesto) | Sastav hrvatske rukometne reprezentacije na EP u Austriji 2010. (2. mjesto) | Sastav hrvatske rukometne reprezentacije na EP u Austriji 2010. (2. mjesto) |
| --- | --------------------------------------------------------------------------- | --------------------------------------------------------------------------- |
| |                                                                             |                                                                             |
| 4 Ivano Balić \| 5 Domagoj Duvnjak \| 6 Blaženko Lacković \| 7 Vedran Zrnić \| 8 Marko Kopljar \| 9 Igor Vori \| 10 Jakov Gojun \| 12 Goran Čarapina \| 14 Drago Vuković \| 17 Vedran Mataija \| 20 Damir Bičanić \| 21 Denis Buntić \| 24 Tonči Valčić \| 25 Mirko Alilović \| 26 Manuel Štrlek \| 27 Ivan Čupić \| 28 Željko Musa \| Izbornik: Lino Červar |                                                                             |                                                                             |

| Sastav hrvatske rukometne reprezentacije na SP u Hrvatskoj 2009. (2. mjesto) | Sastav hrvatske rukometne reprezentacije na SP u Hrvatskoj 2009. (2. mjesto) | Sastav hrvatske rukometne reprezentacije na SP u Hrvatskoj 2009. (2. mjesto) |
| --- | ---------------------------------------------------------------------------- | ---------------------------------------------------------------------------- |
| |                                                                              |                                                                              |
| 1 Venio Losert \| 2 Mateo Hrvatin \| 4 Ivano Balić \| 5 Domagoj Duvnjak \| 6 Blaženko Lacković \| 7 Vedran Zrnić \| 8 Marko Kopljar \| 9 Igor Vori \| 10 Jakov Gojun \| 13 Zlatko Horvat \| 17 Goran Šprem \| 18 Denis Špoljarić \| 19 Petar Metličić \| 21 Denis Buntić \| 22 Josip Valčić \| 24 Tonči Valčić \| 25 Mirko Alilović \| 27 Ivan Čupić \| 28 Dalibor Anušić \| Izbornik: Lino Červar |                                                                              |                                                                              |

| Sastav hrvatske rukometne reprezentacije na SP u Hrvatskoj 2009. (2. mjesto) | Sastav hrvatske rukometne reprezentacije na SP u Hrvatskoj 2009. (2. mjesto) | Sastav hrvatske rukometne reprezentacije na SP u Hrvatskoj 2009. (2. mjesto) |
| --- | ---------------------------------------------------------------------------- | ---------------------------------------------------------------------------- |
| |                                                                              |                                                                              |
| 1 Venio Losert \| 2 Mateo Hrvatin \| 4 Ivano Balić \| 5 Domagoj Duvnjak \| 6 Blaženko Lacković \| 7 Vedran Zrnić \| 8 Marko Kopljar \| 9 Igor Vori \| 10 Jakov Gojun \| 13 Zlatko Horvat \| 17 Goran Šprem \| 18 Denis Špoljarić \| 19 Petar Metličić \| 21 Denis Buntić \| 22 Josip Valčić \| 24 Tonči Valčić \| 25 Mirko Alilović \| 27 Ivan Čupić \| 28 Dalibor Anušić \| Izbornik: Lino Červar |                                                                              |                                                                              |

| Sastav hrvatske rukometne reprezentacije na EP u Norveškoj 2008. (2. mjesto) | Sastav hrvatske rukometne reprezentacije na EP u Norveškoj 2008. (2. mjesto) | Sastav hrvatske rukometne reprezentacije na EP u Norveškoj 2008. (2. mjesto) |
| --- | ---------------------------------------------------------------------------- | ---------------------------------------------------------------------------- |
| |                                                                              |                                                                              |
| 2 Nikša Kaleb \| 3 Renato Sulić \| 4 Ivano Balić \| 5 Domagoj Duvnjak \| 6 Blaženko Lacković \| 9 Igor Vori \| 10 Davor Dominiković \| 12 Vjenceslav Somić \| 13 Zlatko Horvat \| 14 Drago Vuković \| 16 Dragan Jerković \| 18 Denis Špoljarić \| 19 Petar Metličić \| 22 Josip Valčić \| 23 Ljubo Vukić \| 24 Tonči Valčić \| 25 Mirko Alilović \| 27 Ivan Čupić \| Izbornik: Lino Červar |                                                                              |                                                                              |

| Sastav hrvatske rukometne reprezentacije na EP u Norveškoj 2008. (2. mjesto) | Sastav hrvatske rukometne reprezentacije na EP u Norveškoj 2008. (2. mjesto) | Sastav hrvatske rukometne reprezentacije na EP u Norveškoj 2008. (2. mjesto) |
| --- | ---------------------------------------------------------------------------- | ---------------------------------------------------------------------------- |
| |                                                                              |                                                                              |
| 2 Nikša Kaleb \| 3 Renato Sulić \| 4 Ivano Balić \| 5 Domagoj Duvnjak \| 6 Blaženko Lacković \| 9 Igor Vori \| 10 Davor Dominiković \| 12 Vjenceslav Somić \| 13 Zlatko Horvat \| 14 Drago Vuković \| 16 Dragan Jerković \| 18 Denis Špoljarić \| 19 Petar Metličić \| 22 Josip Valčić \| 23 Ljubo Vukić \| 24 Tonči Valčić \| 25 Mirko Alilović \| 27 Ivan Čupić \| Izbornik: Lino Červar |                                                                              |                                                                              |

| Sastav hrvatske rukometne reprezentacije na EP u Švicarskoj 2006. (4. mjesto) | Sastav hrvatske rukometne reprezentacije na EP u Švicarskoj 2006. (4. mjesto) | Sastav hrvatske rukometne reprezentacije na EP u Švicarskoj 2006. (4. mjesto) |
| --- | ----------------------------------------------------------------------------- | ----------------------------------------------------------------------------- |
| |                                                                               |                                                                               |
| 1 Venio Losert \| 3 Renato Sulić \| 4 Ivano Balić \| 6 Blaženko Lacković \| 7 Ivan Čupić \| 9 Igor Vori \| 10 Davor Dominiković \| 11 Mirza Džomba \| 12 Vlado Šola \| 13 Zlatko Horvat \| 15 Slavko Goluža \| 16 Nikola Blažičko \| 17 Goran Šprem \| 18 Denis Špoljarić \| 19 Petar Metličić \| 20 Denis Buntić \| Izbornik: Lino Červar |                                                                               |                                                                               |

| Sastav hrvatske rukometne reprezentacije na EP u Švicarskoj 2006. (4. mjesto) | Sastav hrvatske rukometne reprezentacije na EP u Švicarskoj 2006. (4. mjesto) | Sastav hrvatske rukometne reprezentacije na EP u Švicarskoj 2006. (4. mjesto) |
| --- | ----------------------------------------------------------------------------- | ----------------------------------------------------------------------------- |
| |                                                                               |                                                                               |
| 1 Venio Losert \| 3 Renato Sulić \| 4 Ivano Balić \| 6 Blaženko Lacković \| 7 Ivan Čupić \| 9 Igor Vori \| 10 Davor Dominiković \| 11 Mirza Džomba \| 12 Vlado Šola \| 13 Zlatko Horvat \| 15 Slavko Goluža \| 16 Nikola Blažičko \| 17 Goran Šprem \| 18 Denis Špoljarić \| 19 Petar Metličić \| 20 Denis Buntić \| Izbornik: Lino Červar |                                                                               |                                                                               |

| Sastav hrvatske rukometne reprezentacije na SP u Tunisu 2005. (2. mjesto) | Sastav hrvatske rukometne reprezentacije na SP u Tunisu 2005. (2. mjesto) | Sastav hrvatske rukometne reprezentacije na SP u Tunisu 2005. (2. mjesto) |
| --- | ------------------------------------------------------------------------- | ------------------------------------------------------------------------- |
| |                                                                           |                                                                           |
| 1 Venio Losert \| 2 Nikša Kaleb \| 4 Ivano Balić \| 6 Blaženko Lacković \| 7 Vedran Zrnić \| 9 Igor Vori \| 10 Davor Dominiković \| 11 Mirza Džomba \| 12 Vlado Šola \| 13 Zoran Jeftić \| 15 Slavko Goluža \| 16 Nikola Blažičko \| 17 Goran Šprem \| 18 Denis Špoljarić \| 19 Petar Metličić \| 21 Denis Buntić \| Izbornik: Lino Červar |                                                                           |                                                                           |

| Sastav hrvatske rukometne reprezentacije na SP u Tunisu 2005. (2. mjesto) | Sastav hrvatske rukometne reprezentacije na SP u Tunisu 2005. (2. mjesto) | Sastav hrvatske rukometne reprezentacije na SP u Tunisu 2005. (2. mjesto) |
| --- | ------------------------------------------------------------------------- | ------------------------------------------------------------------------- |
| |                                                                           |                                                                           |
| 1 Venio Losert \| 2 Nikša Kaleb \| 4 Ivano Balić \| 6 Blaženko Lacković \| 7 Vedran Zrnić \| 9 Igor Vori \| 10 Davor Dominiković \| 11 Mirza Džomba \| 12 Vlado Šola \| 13 Zoran Jeftić \| 15 Slavko Goluža \| 16 Nikola Blažičko \| 17 Goran Šprem \| 18 Denis Špoljarić \| 19 Petar Metličić \| 21 Denis Buntić \| Izbornik: Lino Červar |                                                                           |                                                                           |

| Sastav hrvatske rukometne reprezentacije na OI u Ateni 2004. (prvaci) | Sastav hrvatske rukometne reprezentacije na OI u Ateni 2004. (prvaci) | Sastav hrvatske rukometne reprezentacije na OI u Ateni 2004. (prvaci) |
| --- | --------------------------------------------------------------------- | --------------------------------------------------------------------- |
| |                                                                       |                                                                       |
| Ivano Balić \| Davor Dominiković \| Mirza Džomba \| Slavko Goluža \| Nikša Kaleb \| Blaženko Lacković \| Venio Losert \| Valter Matošević \| Petar Metličić \| Vlado Šola \| Denis Špoljarić \| Goran Šprem \| Igor Vori \| Drago Vuković \| Vedran Zrnić \| izbornik: Lino Červar |                                                                       |                                                                       |

| Sastav hrvatske rukometne reprezentacije na OI u Ateni 2004. (prvaci) | Sastav hrvatske rukometne reprezentacije na OI u Ateni 2004. (prvaci) | Sastav hrvatske rukometne reprezentacije na OI u Ateni 2004. (prvaci) |
| --- | --------------------------------------------------------------------- | --------------------------------------------------------------------- |
| |                                                                       |                                                                       |
| Ivano Balić \| Davor Dominiković \| Mirza Džomba \| Slavko Goluža \| Nikša Kaleb \| Blaženko Lacković \| Venio Losert \| Valter Matošević \| Petar Metličić \| Vlado Šola \| Denis Špoljarić \| Goran Šprem \| Igor Vori \| Drago Vuković \| Vedran Zrnić \| izbornik: Lino Červar |                                                                       |                                                                       |

| Sastav hrvatske rukometne reprezentacije na EP u Sloveniji 2004. (4. mjesto) | Sastav hrvatske rukometne reprezentacije na EP u Sloveniji 2004. (4. mjesto) | Sastav hrvatske rukometne reprezentacije na EP u Sloveniji 2004. (4. mjesto) |
| --- | ---------------------------------------------------------------------------- | ---------------------------------------------------------------------------- |
| |                                                                              |                                                                              |
| 1 Mario Kelentrić \| 2 Nikša Kaleb \| 3 Renato Sulić \| 4 Ivano Balić \| 5 Ivan Vukas \| 6 Blaženko Lacković \| 7 Vedran Zrnić \| 9 Igor Vori \| 10 Davor Dominiković \| 11 Mirza Džomba \| 12 Vlado Šola \| 14 Tonči Valčić \| 15 Slavko Goluža \| 16 Valter Matošević \| 18 Denis Špoljarić \| 19 Petar Metličić \| Izbornik: Lino Červar |                                                                              |                                                                              |

| Sastav hrvatske rukometne reprezentacije na EP u Sloveniji 2004. (4. mjesto) | Sastav hrvatske rukometne reprezentacije na EP u Sloveniji 2004. (4. mjesto) | Sastav hrvatske rukometne reprezentacije na EP u Sloveniji 2004. (4. mjesto) |
| --- | ---------------------------------------------------------------------------- | ---------------------------------------------------------------------------- |
| |                                                                              |                                                                              |
| 1 Mario Kelentrić \| 2 Nikša Kaleb \| 3 Renato Sulić \| 4 Ivano Balić \| 5 Ivan Vukas \| 6 Blaženko Lacković \| 7 Vedran Zrnić \| 9 Igor Vori \| 10 Davor Dominiković \| 11 Mirza Džomba \| 12 Vlado Šola \| 14 Tonči Valčić \| 15 Slavko Goluža \| 16 Valter Matošević \| 18 Denis Špoljarić \| 19 Petar Metličić \| Izbornik: Lino Červar |                                                                              |                                                                              |

| Sastav hrvatske rukometne reprezentacije na SP u Portugalu 2003. (prvaci) | Sastav hrvatske rukometne reprezentacije na SP u Portugalu 2003. (prvaci) | Sastav hrvatske rukometne reprezentacije na SP u Portugalu 2003. (prvaci) |
| --- | ------------------------------------------------------------------------- | ------------------------------------------------------------------------- |
| |                                                                           |                                                                           |
| Ivano Balić \| Davor Dominiković \| Mirza Džomba \| Slavko Goluža \| Božidar Jović \| Nikša Kaleb \| Mario Kelentrić \| Blaženko Lacković \| Valter Matošević \| Petar Metličić \| Vlado Šola \| Denis Špoljarić \| Goran Šprem \| Renato Sulić \| Tonči Valčić \| Igor Vori \| Vedran Zrnić \| izbornik: Lino Červar |                                                                           |                                                                           |

| Sastav hrvatske rukometne reprezentacije na SP u Portugalu 2003. (prvaci) | Sastav hrvatske rukometne reprezentacije na SP u Portugalu 2003. (prvaci) | Sastav hrvatske rukometne reprezentacije na SP u Portugalu 2003. (prvaci) |
| --- | ------------------------------------------------------------------------- | ------------------------------------------------------------------------- |
| |                                                                           |                                                                           |
| Ivano Balić \| Davor Dominiković \| Mirza Džomba \| Slavko Goluža \| Božidar Jović \| Nikša Kaleb \| Mario Kelentrić \| Blaženko Lacković \| Valter Matošević \| Petar Metličić \| Vlado Šola \| Denis Špoljarić \| Goran Šprem \| Renato Sulić \| Tonči Valčić \| Igor Vori \| Vedran Zrnić \| izbornik: Lino Červar |                                                                           |                                                                           |

| Sastav hrvatske rukometne reprezentacije na SP u Španjolskoj 2013. (3. mjesto) | Sastav hrvatske rukometne reprezentacije na SP u Španjolskoj 2013. (3. mjesto) | Sastav hrvatske rukometne reprezentacije na SP u Španjolskoj 2013. (3. mjesto) |
| --- | ------------------------------------------------------------------------------ | ------------------------------------------------------------------------------ |
| |                                                                                |                                                                                |
| 25 Mirko Alilović \| 20 Damir Bičanić \| 27 Ivan Čupić \| 5 Domagoj Duvnjak \| 10 Jakov Gojun \| 13 Zlatko Horvat \| 16 Filip Ivić \| 8 Marko Kopljar \| 6 Blaženko Lacković \| 23 Stipe Mandalinić \| 3 Marino Marić \| 28 Željko Musa \| 29 Ivan Ninčević \| 7 Luka Stepančić \| 17 Lovro Šprem \| 26 Manuel Štrlek \| Kapetan: 9 Igor Vori \| 14 Drago Vuković \| Izbornik: Slavko Goluža |                                                                                |                                                                                |

| Sastav hrvatske rukometne reprezentacije na SP u Španjolskoj 2013. (3. mjesto) | Sastav hrvatske rukometne reprezentacije na SP u Španjolskoj 2013. (3. mjesto) | Sastav hrvatske rukometne reprezentacije na SP u Španjolskoj 2013. (3. mjesto) |
| --- | ------------------------------------------------------------------------------ | ------------------------------------------------------------------------------ |
| |                                                                                |                                                                                |
| 25 Mirko Alilović \| 20 Damir Bičanić \| 27 Ivan Čupić \| 5 Domagoj Duvnjak \| 10 Jakov Gojun \| 13 Zlatko Horvat \| 16 Filip Ivić \| 8 Marko Kopljar \| 6 Blaženko Lacković \| 23 Stipe Mandalinić \| 3 Marino Marić \| 28 Željko Musa \| 29 Ivan Ninčević \| 7 Luka Stepančić \| 17 Lovro Šprem \| 26 Manuel Štrlek \| Kapetan: 9 Igor Vori \| 14 Drago Vuković \| Izbornik: Slavko Goluža |                                                                                |                                                                                |

| Sastav hrvatske rukometne reprezentacije na OI u Londonu 2012. (3. mjesto) | Sastav hrvatske rukometne reprezentacije na OI u Londonu 2012. (3. mjesto) | Sastav hrvatske rukometne reprezentacije na OI u Londonu 2012. (3. mjesto) |
| --- | -------------------------------------------------------------------------- | -------------------------------------------------------------------------- |
| |                                                                            |                                                                            |
| 25 Mirko Alilović \| 4 Ivano Balić \| 20 Damir Bičanić \| 21 Denis Buntić \| 27 Ivan Čupić \| 5 Domagoj Duvnjak \| 10 Jakov Gojun \| 13 Zlatko Horvat \| 8 Marko Kopljar \| 6 Blaženko Lacković \| 1 Venio Losert \| 29 Ivan Ninčević \| 26 Manuel Štrlek \| Kapetan: 9 Igor Vori \| 14 Drago Vuković \| Izbornik: Slavko Goluža |                                                                            |                                                                            |

| Sastav hrvatske rukometne reprezentacije na OI u Londonu 2012. (3. mjesto) | Sastav hrvatske rukometne reprezentacije na OI u Londonu 2012. (3. mjesto) | Sastav hrvatske rukometne reprezentacije na OI u Londonu 2012. (3. mjesto) |
| --- | -------------------------------------------------------------------------- | -------------------------------------------------------------------------- |
| |                                                                            |                                                                            |
| 25 Mirko Alilović \| 4 Ivano Balić \| 20 Damir Bičanić \| 21 Denis Buntić \| 27 Ivan Čupić \| 5 Domagoj Duvnjak \| 10 Jakov Gojun \| 13 Zlatko Horvat \| 8 Marko Kopljar \| 6 Blaženko Lacković \| 1 Venio Losert \| 29 Ivan Ninčević \| 26 Manuel Štrlek \| Kapetan: 9 Igor Vori \| 14 Drago Vuković \| Izbornik: Slavko Goluža |                                                                            |                                                                            |

| Sastav hrvatske rukometne reprezentacije na EP u Srbiji 2012. (3. mjesto) | Sastav hrvatske rukometne reprezentacije na EP u Srbiji 2012. (3. mjesto) | Sastav hrvatske rukometne reprezentacije na EP u Srbiji 2012. (3. mjesto) |
| --- | ------------------------------------------------------------------------- | ------------------------------------------------------------------------- |
| |                                                                           |                                                                           |
| 25 Mirko Alilović \| 4 Ivano Balić \| 17 Hrvoje Batinović \| 20 Damir Bičanić \| 21 Denis Buntić \| 27 Ivan Čupić \| 5 Domagoj Duvnjak \| 10 Jakov Gojun \| 13 Zlatko Horvat \| 8 Marko Kopljar \| 6 Blaženko Lacković \| 12 Venio Losert \| 28 Željko Musa \| 29 Ivan Ninčević \| 26 Manuel Štrlek \| Kapetan: 9 Igor Vori \| 14 Drago Vuković \| Izbornik: Slavko Goluža |                                                                           |                                                                           |

| Sastav hrvatske rukometne reprezentacije na EP u Srbiji 2012. (3. mjesto) | Sastav hrvatske rukometne reprezentacije na EP u Srbiji 2012. (3. mjesto) | Sastav hrvatske rukometne reprezentacije na EP u Srbiji 2012. (3. mjesto) |
| --- | ------------------------------------------------------------------------- | ------------------------------------------------------------------------- |
| |                                                                           |                                                                           |
| 25 Mirko Alilović \| 4 Ivano Balić \| 17 Hrvoje Batinović \| 20 Damir Bičanić \| 21 Denis Buntić \| 27 Ivan Čupić \| 5 Domagoj Duvnjak \| 10 Jakov Gojun \| 13 Zlatko Horvat \| 8 Marko Kopljar \| 6 Blaženko Lacković \| 12 Venio Losert \| 28 Željko Musa \| 29 Ivan Ninčević \| 26 Manuel Štrlek \| Kapetan: 9 Igor Vori \| 14 Drago Vuković \| Izbornik: Slavko Goluža |                                                                           |                                                                           |

| Sastav hrvatske rukometne reprezentacije na EP u Austriji 2010. (2. mjesto) | Sastav hrvatske rukometne reprezentacije na EP u Austriji 2010. (2. mjesto) | Sastav hrvatske rukometne reprezentacije na EP u Austriji 2010. (2. mjesto) |
| --- | --------------------------------------------------------------------------- | --------------------------------------------------------------------------- |
| |                                                                             |                                                                             |
| 4 Ivano Balić \| 5 Domagoj Duvnjak \| 6 Blaženko Lacković \| 7 Vedran Zrnić \| 8 Marko Kopljar \| 9 Igor Vori \| 10 Jakov Gojun \| 12 Goran Čarapina \| 14 Drago Vuković \| 17 Vedran Mataija \| 20 Damir Bičanić \| 21 Denis Buntić \| 24 Tonči Valčić \| 25 Mirko Alilović \| 26 Manuel Štrlek \| 27 Ivan Čupić \| 28 Željko Musa \| Izbornik: Lino Červar |                                                                             |                                                                             |

| Sastav hrvatske rukometne reprezentacije na EP u Austriji 2010. (2. mjesto) | Sastav hrvatske rukometne reprezentacije na EP u Austriji 2010. (2. mjesto) | Sastav hrvatske rukometne reprezentacije na EP u Austriji 2010. (2. mjesto) |
| --- | --------------------------------------------------------------------------- | --------------------------------------------------------------------------- |
| |                                                                             |                                                                             |
| 4 Ivano Balić \| 5 Domagoj Duvnjak \| 6 Blaženko Lacković \| 7 Vedran Zrnić \| 8 Marko Kopljar \| 9 Igor Vori \| 10 Jakov Gojun \| 12 Goran Čarapina \| 14 Drago Vuković \| 17 Vedran Mataija \| 20 Damir Bičanić \| 21 Denis Buntić \| 24 Tonči Valčić \| 25 Mirko Alilović \| 26 Manuel Štrlek \| 27 Ivan Čupić \| 28 Željko Musa \| Izbornik: Lino Červar |                                                                             |                                                                             |

| Sastav hrvatske rukometne reprezentacije na SP u Hrvatskoj 2009. (2. mjesto) | Sastav hrvatske rukometne reprezentacije na SP u Hrvatskoj 2009. (2. mjesto) | Sastav hrvatske rukometne reprezentacije na SP u Hrvatskoj 2009. (2. mjesto) |
| --- | ---------------------------------------------------------------------------- | ---------------------------------------------------------------------------- |
| |                                                                              |                                                                              |
| 1 Venio Losert \| 2 Mateo Hrvatin \| 4 Ivano Balić \| 5 Domagoj Duvnjak \| 6 Blaženko Lacković \| 7 Vedran Zrnić \| 8 Marko Kopljar \| 9 Igor Vori \| 10 Jakov Gojun \| 13 Zlatko Horvat \| 17 Goran Šprem \| 18 Denis Špoljarić \| 19 Petar Metličić \| 21 Denis Buntić \| 22 Josip Valčić \| 24 Tonči Valčić \| 25 Mirko Alilović \| 27 Ivan Čupić \| 28 Dalibor Anušić \| Izbornik: Lino Červar |                                                                              |                                                                              |

| Sastav hrvatske rukometne reprezentacije na SP u Hrvatskoj 2009. (2. mjesto) | Sastav hrvatske rukometne reprezentacije na SP u Hrvatskoj 2009. (2. mjesto) | Sastav hrvatske rukometne reprezentacije na SP u Hrvatskoj 2009. (2. mjesto) |
| --- | ---------------------------------------------------------------------------- | ---------------------------------------------------------------------------- |
| |                                                                              |                                                                              |
| 1 Venio Losert \| 2 Mateo Hrvatin \| 4 Ivano Balić \| 5 Domagoj Duvnjak \| 6 Blaženko Lacković \| 7 Vedran Zrnić \| 8 Marko Kopljar \| 9 Igor Vori \| 10 Jakov Gojun \| 13 Zlatko Horvat \| 17 Goran Šprem \| 18 Denis Špoljarić \| 19 Petar Metličić \| 21 Denis Buntić \| 22 Josip Valčić \| 24 Tonči Valčić \| 25 Mirko Alilović \| 27 Ivan Čupić \| 28 Dalibor Anušić \| Izbornik: Lino Červar |                                                                              |                                                                              |

| Sastav hrvatske rukometne reprezentacije na EP u Norveškoj 2008. (2. mjesto) | Sastav hrvatske rukometne reprezentacije na EP u Norveškoj 2008. (2. mjesto) | Sastav hrvatske rukometne reprezentacije na EP u Norveškoj 2008. (2. mjesto) |
| --- | ---------------------------------------------------------------------------- | ---------------------------------------------------------------------------- |
| |                                                                              |                                                                              |
| 2 Nikša Kaleb \| 3 Renato Sulić \| 4 Ivano Balić \| 5 Domagoj Duvnjak \| 6 Blaženko Lacković \| 9 Igor Vori \| 10 Davor Dominiković \| 12 Vjenceslav Somić \| 13 Zlatko Horvat \| 14 Drago Vuković \| 16 Dragan Jerković \| 18 Denis Špoljarić \| 19 Petar Metličić \| 22 Josip Valčić \| 23 Ljubo Vukić \| 24 Tonči Valčić \| 25 Mirko Alilović \| 27 Ivan Čupić \| Izbornik: Lino Červar |                                                                              |                                                                              |

| Sastav hrvatske rukometne reprezentacije na EP u Norveškoj 2008. (2. mjesto) | Sastav hrvatske rukometne reprezentacije na EP u Norveškoj 2008. (2. mjesto) | Sastav hrvatske rukometne reprezentacije na EP u Norveškoj 2008. (2. mjesto) |
| --- | ---------------------------------------------------------------------------- | ---------------------------------------------------------------------------- |
| |                                                                              |                                                                              |
| 2 Nikša Kaleb \| 3 Renato Sulić \| 4 Ivano Balić \| 5 Domagoj Duvnjak \| 6 Blaženko Lacković \| 9 Igor Vori \| 10 Davor Dominiković \| 12 Vjenceslav Somić \| 13 Zlatko Horvat \| 14 Drago Vuković \| 16 Dragan Jerković \| 18 Denis Špoljarić \| 19 Petar Metličić \| 22 Josip Valčić \| 23 Ljubo Vukić \| 24 Tonči Valčić \| 25 Mirko Alilović \| 27 Ivan Čupić \| Izbornik: Lino Červar |                                                                              |                                                                              |

| Sastav hrvatske rukometne reprezentacije na EP u Švicarskoj 2006. (4. mjesto) | Sastav hrvatske rukometne reprezentacije na EP u Švicarskoj 2006. (4. mjesto) | Sastav hrvatske rukometne reprezentacije na EP u Švicarskoj 2006. (4. mjesto) |
| --- | ----------------------------------------------------------------------------- | ----------------------------------------------------------------------------- |
| |                                                                               |                                                                               |
| 1 Venio Losert \| 3 Renato Sulić \| 4 Ivano Balić \| 6 Blaženko Lacković \| 7 Ivan Čupić \| 9 Igor Vori \| 10 Davor Dominiković \| 11 Mirza Džomba \| 12 Vlado Šola \| 13 Zlatko Horvat \| 15 Slavko Goluža \| 16 Nikola Blažičko \| 17 Goran Šprem \| 18 Denis Špoljarić \| 19 Petar Metličić \| 20 Denis Buntić \| Izbornik: Lino Červar |                                                                               |                                                                               |

| Sastav hrvatske rukometne reprezentacije na EP u Švicarskoj 2006. (4. mjesto) | Sastav hrvatske rukometne reprezentacije na EP u Švicarskoj 2006. (4. mjesto) | Sastav hrvatske rukometne reprezentacije na EP u Švicarskoj 2006. (4. mjesto) |
| --- | ----------------------------------------------------------------------------- | ----------------------------------------------------------------------------- |
| |                                                                               |                                                                               |
| 1 Venio Losert \| 3 Renato Sulić \| 4 Ivano Balić \| 6 Blaženko Lacković \| 7 Ivan Čupić \| 9 Igor Vori \| 10 Davor Dominiković \| 11 Mirza Džomba \| 12 Vlado Šola \| 13 Zlatko Horvat \| 15 Slavko Goluža \| 16 Nikola Blažičko \| 17 Goran Šprem \| 18 Denis Špoljarić \| 19 Petar Metličić \| 20 Denis Buntić \| Izbornik: Lino Červar |                                                                               |                                                                               |

| Sastav hrvatske rukometne reprezentacije na SP u Tunisu 2005. (2. mjesto) | Sastav hrvatske rukometne reprezentacije na SP u Tunisu 2005. (2. mjesto) | Sastav hrvatske rukometne reprezentacije na SP u Tunisu 2005. (2. mjesto) |
| --- | ------------------------------------------------------------------------- | ------------------------------------------------------------------------- |
| |                                                                           |                                                                           |
| 1 Venio Losert \| 2 Nikša Kaleb \| 4 Ivano Balić \| 6 Blaženko Lacković \| 7 Vedran Zrnić \| 9 Igor Vori \| 10 Davor Dominiković \| 11 Mirza Džomba \| 12 Vlado Šola \| 13 Zoran Jeftić \| 15 Slavko Goluža \| 16 Nikola Blažičko \| 17 Goran Šprem \| 18 Denis Špoljarić \| 19 Petar Metličić \| 21 Denis Buntić \| Izbornik: Lino Červar |                                                                           |                                                                           |

| Sastav hrvatske rukometne reprezentacije na SP u Tunisu 2005. (2. mjesto) | Sastav hrvatske rukometne reprezentacije na SP u Tunisu 2005. (2. mjesto) | Sastav hrvatske rukometne reprezentacije na SP u Tunisu 2005. (2. mjesto) |
| --- | ------------------------------------------------------------------------- | ------------------------------------------------------------------------- |
| |                                                                           |                                                                           |
| 1 Venio Losert \| 2 Nikša Kaleb \| 4 Ivano Balić \| 6 Blaženko Lacković \| 7 Vedran Zrnić \| 9 Igor Vori \| 10 Davor Dominiković \| 11 Mirza Džomba \| 12 Vlado Šola \| 13 Zoran Jeftić \| 15 Slavko Goluža \| 16 Nikola Blažičko \| 17 Goran Šprem \| 18 Denis Špoljarić \| 19 Petar Metličić \| 21 Denis Buntić \| Izbornik: Lino Červar |                                                                           |                                                                           |

| Sastav hrvatske rukometne reprezentacije na OI u Ateni 2004. (prvaci) | Sastav hrvatske rukometne reprezentacije na OI u Ateni 2004. (prvaci) | Sastav hrvatske rukometne reprezentacije na OI u Ateni 2004. (prvaci) |
| --- | --------------------------------------------------------------------- | --------------------------------------------------------------------- |
| |                                                                       |                                                                       |
| Ivano Balić \| Davor Dominiković \| Mirza Džomba \| Slavko Goluža \| Nikša Kaleb \| Blaženko Lacković \| Venio Losert \| Valter Matošević \| Petar Metličić \| Vlado Šola \| Denis Špoljarić \| Goran Šprem \| Igor Vori \| Drago Vuković \| Vedran Zrnić \| izbornik: Lino Červar |                                                                       |                                                                       |

| Sastav hrvatske rukometne reprezentacije na OI u Ateni 2004. (prvaci) | Sastav hrvatske rukometne reprezentacije na OI u Ateni 2004. (prvaci) | Sastav hrvatske rukometne reprezentacije na OI u Ateni 2004. (prvaci) |
| --- | --------------------------------------------------------------------- | --------------------------------------------------------------------- |
| |                                                                       |                                                                       |
| Ivano Balić \| Davor Dominiković \| Mirza Džomba \| Slavko Goluža \| Nikša Kaleb \| Blaženko Lacković \| Venio Losert \| Valter Matošević \| Petar Metličić \| Vlado Šola \| Denis Špoljarić \| Goran Šprem \| Igor Vori \| Drago Vuković \| Vedran Zrnić \| izbornik: Lino Červar |                                                                       |                                                                       |

| Sastav hrvatske rukometne reprezentacije na EP u Sloveniji 2004. (4. mjesto) | Sastav hrvatske rukometne reprezentacije na EP u Sloveniji 2004. (4. mjesto) | Sastav hrvatske rukometne reprezentacije na EP u Sloveniji 2004. (4. mjesto) |
| --- | ---------------------------------------------------------------------------- | ---------------------------------------------------------------------------- |
| |                                                                              |                                                                              |
| 1 Mario Kelentrić \| 2 Nikša Kaleb \| 3 Renato Sulić \| 4 Ivano Balić \| 5 Ivan Vukas \| 6 Blaženko Lacković \| 7 Vedran Zrnić \| 9 Igor Vori \| 10 Davor Dominiković \| 11 Mirza Džomba \| 12 Vlado Šola \| 14 Tonči Valčić \| 15 Slavko Goluža \| 16 Valter Matošević \| 18 Denis Špoljarić \| 19 Petar Metličić \| Izbornik: Lino Červar |                                                                              |                                                                              |

| Sastav hrvatske rukometne reprezentacije na EP u Sloveniji 2004. (4. mjesto) | Sastav hrvatske rukometne reprezentacije na EP u Sloveniji 2004. (4. mjesto) | Sastav hrvatske rukometne reprezentacije na EP u Sloveniji 2004. (4. mjesto) |
| --- | ---------------------------------------------------------------------------- | ---------------------------------------------------------------------------- |
| |                                                                              |                                                                              |
| 1 Mario Kelentrić \| 2 Nikša Kaleb \| 3 Renato Sulić \| 4 Ivano Balić \| 5 Ivan Vukas \| 6 Blaženko Lacković \| 7 Vedran Zrnić \| 9 Igor Vori \| 10 Davor Dominiković \| 11 Mirza Džomba \| 12 Vlado Šola \| 14 Tonči Valčić \| 15 Slavko Goluža \| 16 Valter Matošević \| 18 Denis Špoljarić \| 19 Petar Metličić \| Izbornik: Lino Červar |                                                                              |                                                                              |

| Sastav hrvatske rukometne reprezentacije na SP u Portugalu 2003. (prvaci) | Sastav hrvatske rukometne reprezentacije na SP u Portugalu 2003. (prvaci) | Sastav hrvatske rukometne reprezentacije na SP u Portugalu 2003. (prvaci) |
| --- | ------------------------------------------------------------------------- | ------------------------------------------------------------------------- |
| |                                                                           |                                                                           |
| Ivano Balić \| Davor Dominiković \| Mirza Džomba \| Slavko Goluža \| Božidar Jović \| Nikša Kaleb \| Mario Kelentrić \| Blaženko Lacković \| Valter Matošević \| Petar Metličić \| Vlado Šola \| Denis Špoljarić \| Goran Šprem \| Renato Sulić \| Tonči Valčić \| Igor Vori \| Vedran Zrnić \| izbornik: Lino Červar |                                                                           |                                                                           |

| Sastav hrvatske rukometne reprezentacije na SP u Portugalu 2003. (prvaci) | Sastav hrvatske rukometne reprezentacije na SP u Portugalu 2003. (prvaci) | Sastav hrvatske rukometne reprezentacije na SP u Portugalu 2003. (prvaci) |
| --- | ------------------------------------------------------------------------- | ------------------------------------------------------------------------- |
| |                                                                           |                                                                           |
| Ivano Balić \| Davor Dominiković \| Mirza Džomba \| Slavko Goluža \| Božidar Jović \| Nikša Kaleb \| Mario Kelentrić \| Blaženko Lacković \| Valter Matošević \| Petar Metličić \| Vlado Šola \| Denis Špoljarić \| Goran Šprem \| Renato Sulić \| Tonči Valčić \| Igor Vori \| Vedran Zrnić \| izbornik: Lino Červar |                                                                           |                                                                           |

| Sastav hrvatske rukometne reprezentacije na SP u Španjolskoj 2013. (3. mjesto) | Sastav hrvatske rukometne reprezentacije na SP u Španjolskoj 2013. (3. mjesto) | Sastav hrvatske rukometne reprezentacije na SP u Španjolskoj 2013. (3. mjesto) |
| --- | ------------------------------------------------------------------------------ | ------------------------------------------------------------------------------ |
| |                                                                                |                                                                                |
| 25 Mirko Alilović \| 20 Damir Bičanić \| 27 Ivan Čupić \| 5 Domagoj Duvnjak \| 10 Jakov Gojun \| 13 Zlatko Horvat \| 16 Filip Ivić \| 8 Marko Kopljar \| 6 Blaženko Lacković \| 23 Stipe Mandalinić \| 3 Marino Marić \| 28 Željko Musa \| 29 Ivan Ninčević \| 7 Luka Stepančić \| 17 Lovro Šprem \| 26 Manuel Štrlek \| Kapetan: 9 Igor Vori \| 14 Drago Vuković \| Izbornik: Slavko Goluža |                                                                                |                                                                                |

| Sastav hrvatske rukometne reprezentacije na SP u Španjolskoj 2013. (3. mjesto) | Sastav hrvatske rukometne reprezentacije na SP u Španjolskoj 2013. (3. mjesto) | Sastav hrvatske rukometne reprezentacije na SP u Španjolskoj 2013. (3. mjesto) |
| --- | ------------------------------------------------------------------------------ | ------------------------------------------------------------------------------ |
| |                                                                                |                                                                                |
| 25 Mirko Alilović \| 20 Damir Bičanić \| 27 Ivan Čupić \| 5 Domagoj Duvnjak \| 10 Jakov Gojun \| 13 Zlatko Horvat \| 16 Filip Ivić \| 8 Marko Kopljar \| 6 Blaženko Lacković \| 23 Stipe Mandalinić \| 3 Marino Marić \| 28 Željko Musa \| 29 Ivan Ninčević \| 7 Luka Stepančić \| 17 Lovro Šprem \| 26 Manuel Štrlek \| Kapetan: 9 Igor Vori \| 14 Drago Vuković \| Izbornik: Slavko Goluža |                                                                                |                                                                                |

| Sastav hrvatske rukometne reprezentacije na OI u Londonu 2012. (3. mjesto) | Sastav hrvatske rukometne reprezentacije na OI u Londonu 2012. (3. mjesto) | Sastav hrvatske rukometne reprezentacije na OI u Londonu 2012. (3. mjesto) |
| --- | -------------------------------------------------------------------------- | -------------------------------------------------------------------------- |
| |                                                                            |                                                                            |
| 25 Mirko Alilović \| 4 Ivano Balić \| 20 Damir Bičanić \| 21 Denis Buntić \| 27 Ivan Čupić \| 5 Domagoj Duvnjak \| 10 Jakov Gojun \| 13 Zlatko Horvat \| 8 Marko Kopljar \| 6 Blaženko Lacković \| 1 Venio Losert \| 29 Ivan Ninčević \| 26 Manuel Štrlek \| Kapetan: 9 Igor Vori \| 14 Drago Vuković \| Izbornik: Slavko Goluža |                                                                            |                                                                            |

| Sastav hrvatske rukometne reprezentacije na OI u Londonu 2012. (3. mjesto) | Sastav hrvatske rukometne reprezentacije na OI u Londonu 2012. (3. mjesto) | Sastav hrvatske rukometne reprezentacije na OI u Londonu 2012. (3. mjesto) |
| --- | -------------------------------------------------------------------------- | -------------------------------------------------------------------------- |
| |                                                                            |                                                                            |
| 25 Mirko Alilović \| 4 Ivano Balić \| 20 Damir Bičanić \| 21 Denis Buntić \| 27 Ivan Čupić \| 5 Domagoj Duvnjak \| 10 Jakov Gojun \| 13 Zlatko Horvat \| 8 Marko Kopljar \| 6 Blaženko Lacković \| 1 Venio Losert \| 29 Ivan Ninčević \| 26 Manuel Štrlek \| Kapetan: 9 Igor Vori \| 14 Drago Vuković \| Izbornik: Slavko Goluža |                                                                            |                                                                            |

| Sastav hrvatske rukometne reprezentacije na EP u Srbiji 2012. (3. mjesto) | Sastav hrvatske rukometne reprezentacije na EP u Srbiji 2012. (3. mjesto) | Sastav hrvatske rukometne reprezentacije na EP u Srbiji 2012. (3. mjesto) |
| --- | ------------------------------------------------------------------------- | ------------------------------------------------------------------------- |
| |                                                                           |                                                                           |
| 25 Mirko Alilović \| 4 Ivano Balić \| 17 Hrvoje Batinović \| 20 Damir Bičanić \| 21 Denis Buntić \| 27 Ivan Čupić \| 5 Domagoj Duvnjak \| 10 Jakov Gojun \| 13 Zlatko Horvat \| 8 Marko Kopljar \| 6 Blaženko Lacković \| 12 Venio Losert \| 28 Željko Musa \| 29 Ivan Ninčević \| 26 Manuel Štrlek \| Kapetan: 9 Igor Vori \| 14 Drago Vuković \| Izbornik: Slavko Goluža |                                                                           |                                                                           |

| Sastav hrvatske rukometne reprezentacije na EP u Srbiji 2012. (3. mjesto) | Sastav hrvatske rukometne reprezentacije na EP u Srbiji 2012. (3. mjesto) | Sastav hrvatske rukometne reprezentacije na EP u Srbiji 2012. (3. mjesto) |
| --- | ------------------------------------------------------------------------- | ------------------------------------------------------------------------- |
| |                                                                           |                                                                           |
| 25 Mirko Alilović \| 4 Ivano Balić \| 17 Hrvoje Batinović \| 20 Damir Bičanić \| 21 Denis Buntić \| 27 Ivan Čupić \| 5 Domagoj Duvnjak \| 10 Jakov Gojun \| 13 Zlatko Horvat \| 8 Marko Kopljar \| 6 Blaženko Lacković \| 12 Venio Losert \| 28 Željko Musa \| 29 Ivan Ninčević \| 26 Manuel Štrlek \| Kapetan: 9 Igor Vori \| 14 Drago Vuković \| Izbornik: Slavko Goluža |                                                                           |                                                                           |

| Sastav hrvatske rukometne reprezentacije na EP u Austriji 2010. (2. mjesto) | Sastav hrvatske rukometne reprezentacije na EP u Austriji 2010. (2. mjesto) | Sastav hrvatske rukometne reprezentacije na EP u Austriji 2010. (2. mjesto) |
| --- | --------------------------------------------------------------------------- | --------------------------------------------------------------------------- |
| |                                                                             |                                                                             |
| 4 Ivano Balić \| 5 Domagoj Duvnjak \| 6 Blaženko Lacković \| 7 Vedran Zrnić \| 8 Marko Kopljar \| 9 Igor Vori \| 10 Jakov Gojun \| 12 Goran Čarapina \| 14 Drago Vuković \| 17 Vedran Mataija \| 20 Damir Bičanić \| 21 Denis Buntić \| 24 Tonči Valčić \| 25 Mirko Alilović \| 26 Manuel Štrlek \| 27 Ivan Čupić \| 28 Željko Musa \| Izbornik: Lino Červar |                                                                             |                                                                             |

| Sastav hrvatske rukometne reprezentacije na EP u Austriji 2010. (2. mjesto) | Sastav hrvatske rukometne reprezentacije na EP u Austriji 2010. (2. mjesto) | Sastav hrvatske rukometne reprezentacije na EP u Austriji 2010. (2. mjesto) |
| --- | --------------------------------------------------------------------------- | --------------------------------------------------------------------------- |
| |                                                                             |                                                                             |
| 4 Ivano Balić \| 5 Domagoj Duvnjak \| 6 Blaženko Lacković \| 7 Vedran Zrnić \| 8 Marko Kopljar \| 9 Igor Vori \| 10 Jakov Gojun \| 12 Goran Čarapina \| 14 Drago Vuković \| 17 Vedran Mataija \| 20 Damir Bičanić \| 21 Denis Buntić \| 24 Tonči Valčić \| 25 Mirko Alilović \| 26 Manuel Štrlek \| 27 Ivan Čupić \| 28 Željko Musa \| Izbornik: Lino Červar |                                                                             |                                                                             |

| Sastav hrvatske rukometne reprezentacije na SP u Hrvatskoj 2009. (2. mjesto) | Sastav hrvatske rukometne reprezentacije na SP u Hrvatskoj 2009. (2. mjesto) | Sastav hrvatske rukometne reprezentacije na SP u Hrvatskoj 2009. (2. mjesto) |
| --- | ---------------------------------------------------------------------------- | ---------------------------------------------------------------------------- |
| |                                                                              |                                                                              |
| 1 Venio Losert \| 2 Mateo Hrvatin \| 4 Ivano Balić \| 5 Domagoj Duvnjak \| 6 Blaženko Lacković \| 7 Vedran Zrnić \| 8 Marko Kopljar \| 9 Igor Vori \| 10 Jakov Gojun \| 13 Zlatko Horvat \| 17 Goran Šprem \| 18 Denis Špoljarić \| 19 Petar Metličić \| 21 Denis Buntić \| 22 Josip Valčić \| 24 Tonči Valčić \| 25 Mirko Alilović \| 27 Ivan Čupić \| 28 Dalibor Anušić \| Izbornik: Lino Červar |                                                                              |                                                                              |

| Sastav hrvatske rukometne reprezentacije na SP u Hrvatskoj 2009. (2. mjesto) | Sastav hrvatske rukometne reprezentacije na SP u Hrvatskoj 2009. (2. mjesto) | Sastav hrvatske rukometne reprezentacije na SP u Hrvatskoj 2009. (2. mjesto) |
| --- | ---------------------------------------------------------------------------- | ---------------------------------------------------------------------------- |
| |                                                                              |                                                                              |
| 1 Venio Losert \| 2 Mateo Hrvatin \| 4 Ivano Balić \| 5 Domagoj Duvnjak \| 6 Blaženko Lacković \| 7 Vedran Zrnić \| 8 Marko Kopljar \| 9 Igor Vori \| 10 Jakov Gojun \| 13 Zlatko Horvat \| 17 Goran Šprem \| 18 Denis Špoljarić \| 19 Petar Metličić \| 21 Denis Buntić \| 22 Josip Valčić \| 24 Tonči Valčić \| 25 Mirko Alilović \| 27 Ivan Čupić \| 28 Dalibor Anušić \| Izbornik: Lino Červar |                                                                              |                                                                              |

| Sastav hrvatske rukometne reprezentacije na EP u Norveškoj 2008. (2. mjesto) | Sastav hrvatske rukometne reprezentacije na EP u Norveškoj 2008. (2. mjesto) | Sastav hrvatske rukometne reprezentacije na EP u Norveškoj 2008. (2. mjesto) |
| --- | ---------------------------------------------------------------------------- | ---------------------------------------------------------------------------- |
| |                                                                              |                                                                              |
| 2 Nikša Kaleb \| 3 Renato Sulić \| 4 Ivano Balić \| 5 Domagoj Duvnjak \| 6 Blaženko Lacković \| 9 Igor Vori \| 10 Davor Dominiković \| 12 Vjenceslav Somić \| 13 Zlatko Horvat \| 14 Drago Vuković \| 16 Dragan Jerković \| 18 Denis Špoljarić \| 19 Petar Metličić \| 22 Josip Valčić \| 23 Ljubo Vukić \| 24 Tonči Valčić \| 25 Mirko Alilović \| 27 Ivan Čupić \| Izbornik: Lino Červar |                                                                              |                                                                              |

| Sastav hrvatske rukometne reprezentacije na EP u Norveškoj 2008. (2. mjesto) | Sastav hrvatske rukometne reprezentacije na EP u Norveškoj 2008. (2. mjesto) | Sastav hrvatske rukometne reprezentacije na EP u Norveškoj 2008. (2. mjesto) |
| --- | ---------------------------------------------------------------------------- | ---------------------------------------------------------------------------- |
| |                                                                              |                                                                              |
| 2 Nikša Kaleb \| 3 Renato Sulić \| 4 Ivano Balić \| 5 Domagoj Duvnjak \| 6 Blaženko Lacković \| 9 Igor Vori \| 10 Davor Dominiković \| 12 Vjenceslav Somić \| 13 Zlatko Horvat \| 14 Drago Vuković \| 16 Dragan Jerković \| 18 Denis Špoljarić \| 19 Petar Metličić \| 22 Josip Valčić \| 23 Ljubo Vukić \| 24 Tonči Valčić \| 25 Mirko Alilović \| 27 Ivan Čupić \| Izbornik: Lino Červar |                                                                              |                                                                              |

| Sastav hrvatske rukometne reprezentacije na EP u Švicarskoj 2006. (4. mjesto) | Sastav hrvatske rukometne reprezentacije na EP u Švicarskoj 2006. (4. mjesto) | Sastav hrvatske rukometne reprezentacije na EP u Švicarskoj 2006. (4. mjesto) |
| --- | ----------------------------------------------------------------------------- | ----------------------------------------------------------------------------- |
| |                                                                               |                                                                               |
| 1 Venio Losert \| 3 Renato Sulić \| 4 Ivano Balić \| 6 Blaženko Lacković \| 7 Ivan Čupić \| 9 Igor Vori \| 10 Davor Dominiković \| 11 Mirza Džomba \| 12 Vlado Šola \| 13 Zlatko Horvat \| 15 Slavko Goluža \| 16 Nikola Blažičko \| 17 Goran Šprem \| 18 Denis Špoljarić \| 19 Petar Metličić \| 20 Denis Buntić \| Izbornik: Lino Červar |                                                                               |                                                                               |

| Sastav hrvatske rukometne reprezentacije na EP u Švicarskoj 2006. (4. mjesto) | Sastav hrvatske rukometne reprezentacije na EP u Švicarskoj 2006. (4. mjesto) | Sastav hrvatske rukometne reprezentacije na EP u Švicarskoj 2006. (4. mjesto) |
| --- | ----------------------------------------------------------------------------- | ----------------------------------------------------------------------------- |
| |                                                                               |                                                                               |
| 1 Venio Losert \| 3 Renato Sulić \| 4 Ivano Balić \| 6 Blaženko Lacković \| 7 Ivan Čupić \| 9 Igor Vori \| 10 Davor Dominiković \| 11 Mirza Džomba \| 12 Vlado Šola \| 13 Zlatko Horvat \| 15 Slavko Goluža \| 16 Nikola Blažičko \| 17 Goran Šprem \| 18 Denis Špoljarić \| 19 Petar Metličić \| 20 Denis Buntić \| Izbornik: Lino Červar |                                                                               |                                                                               |

| Sastav hrvatske rukometne reprezentacije na SP u Tunisu 2005. (2. mjesto) | Sastav hrvatske rukometne reprezentacije na SP u Tunisu 2005. (2. mjesto) | Sastav hrvatske rukometne reprezentacije na SP u Tunisu 2005. (2. mjesto) |
| --- | ------------------------------------------------------------------------- | ------------------------------------------------------------------------- |
| |                                                                           |                                                                           |
| 1 Venio Losert \| 2 Nikša Kaleb \| 4 Ivano Balić \| 6 Blaženko Lacković \| 7 Vedran Zrnić \| 9 Igor Vori \| 10 Davor Dominiković \| 11 Mirza Džomba \| 12 Vlado Šola \| 13 Zoran Jeftić \| 15 Slavko Goluža \| 16 Nikola Blažičko \| 17 Goran Šprem \| 18 Denis Špoljarić \| 19 Petar Metličić \| 21 Denis Buntić \| Izbornik: Lino Červar |                                                                           |                                                                           |

| Sastav hrvatske rukometne reprezentacije na SP u Tunisu 2005. (2. mjesto) | Sastav hrvatske rukometne reprezentacije na SP u Tunisu 2005. (2. mjesto) | Sastav hrvatske rukometne reprezentacije na SP u Tunisu 2005. (2. mjesto) |
| --- | ------------------------------------------------------------------------- | ------------------------------------------------------------------------- |
| |                                                                           |                                                                           |
| 1 Venio Losert \| 2 Nikša Kaleb \| 4 Ivano Balić \| 6 Blaženko Lacković \| 7 Vedran Zrnić \| 9 Igor Vori \| 10 Davor Dominiković \| 11 Mirza Džomba \| 12 Vlado Šola \| 13 Zoran Jeftić \| 15 Slavko Goluža \| 16 Nikola Blažičko \| 17 Goran Šprem \| 18 Denis Špoljarić \| 19 Petar Metličić \| 21 Denis Buntić \| Izbornik: Lino Červar |                                                                           |                                                                           |

| Sastav hrvatske rukometne reprezentacije na OI u Ateni 2004. (prvaci) | Sastav hrvatske rukometne reprezentacije na OI u Ateni 2004. (prvaci) | Sastav hrvatske rukometne reprezentacije na OI u Ateni 2004. (prvaci) |
| --- | --------------------------------------------------------------------- | --------------------------------------------------------------------- |
| |                                                                       |                                                                       |
| Ivano Balić \| Davor Dominiković \| Mirza Džomba \| Slavko Goluža \| Nikša Kaleb \| Blaženko Lacković \| Venio Losert \| Valter Matošević \| Petar Metličić \| Vlado Šola \| Denis Špoljarić \| Goran Šprem \| Igor Vori \| Drago Vuković \| Vedran Zrnić \| izbornik: Lino Červar |                                                                       |                                                                       |

| Sastav hrvatske rukometne reprezentacije na OI u Ateni 2004. (prvaci) | Sastav hrvatske rukometne reprezentacije na OI u Ateni 2004. (prvaci) | Sastav hrvatske rukometne reprezentacije na OI u Ateni 2004. (prvaci) |
| --- | --------------------------------------------------------------------- | --------------------------------------------------------------------- |
| |                                                                       |                                                                       |
| Ivano Balić \| Davor Dominiković \| Mirza Džomba \| Slavko Goluža \| Nikša Kaleb \| Blaženko Lacković \| Venio Losert \| Valter Matošević \| Petar Metličić \| Vlado Šola \| Denis Špoljarić \| Goran Šprem \| Igor Vori \| Drago Vuković \| Vedran Zrnić \| izbornik: Lino Červar |                                                                       |                                                                       |

| Sastav hrvatske rukometne reprezentacije na EP u Sloveniji 2004. (4. mjesto) | Sastav hrvatske rukometne reprezentacije na EP u Sloveniji 2004. (4. mjesto) | Sastav hrvatske rukometne reprezentacije na EP u Sloveniji 2004. (4. mjesto) |
| --- | ---------------------------------------------------------------------------- | ---------------------------------------------------------------------------- |
| |                                                                              |                                                                              |
| 1 Mario Kelentrić \| 2 Nikša Kaleb \| 3 Renato Sulić \| 4 Ivano Balić \| 5 Ivan Vukas \| 6 Blaženko Lacković \| 7 Vedran Zrnić \| 9 Igor Vori \| 10 Davor Dominiković \| 11 Mirza Džomba \| 12 Vlado Šola \| 14 Tonči Valčić \| 15 Slavko Goluža \| 16 Valter Matošević \| 18 Denis Špoljarić \| 19 Petar Metličić \| Izbornik: Lino Červar |                                                                              |                                                                              |

| Sastav hrvatske rukometne reprezentacije na EP u Sloveniji 2004. (4. mjesto) | Sastav hrvatske rukometne reprezentacije na EP u Sloveniji 2004. (4. mjesto) | Sastav hrvatske rukometne reprezentacije na EP u Sloveniji 2004. (4. mjesto) |
| --- | ---------------------------------------------------------------------------- | ---------------------------------------------------------------------------- |
| |                                                                              |                                                                              |
| 1 Mario Kelentrić \| 2 Nikša Kaleb \| 3 Renato Sulić \| 4 Ivano Balić \| 5 Ivan Vukas \| 6 Blaženko Lacković \| 7 Vedran Zrnić \| 9 Igor Vori \| 10 Davor Dominiković \| 11 Mirza Džomba \| 12 Vlado Šola \| 14 Tonči Valčić \| 15 Slavko Goluža \| 16 Valter Matošević \| 18 Denis Špoljarić \| 19 Petar Metličić \| Izbornik: Lino Červar |                                                                              |                                                                              |

| Sastav hrvatske rukometne reprezentacije na SP u Portugalu 2003. (prvaci) | Sastav hrvatske rukometne reprezentacije na SP u Portugalu 2003. (prvaci) | Sastav hrvatske rukometne reprezentacije na SP u Portugalu 2003. (prvaci) |
| --- | ------------------------------------------------------------------------- | ------------------------------------------------------------------------- |
| |                                                                           |                                                                           |
| Ivano Balić \| Davor Dominiković \| Mirza Džomba \| Slavko Goluža \| Božidar Jović \| Nikša Kaleb \| Mario Kelentrić \| Blaženko Lacković \| Valter Matošević \| Petar Metličić \| Vlado Šola \| Denis Špoljarić \| Goran Šprem \| Renato Sulić \| Tonči Valčić \| Igor Vori \| Vedran Zrnić \| izbornik: Lino Červar |                                                                           |                                                                           |

| Sastav hrvatske rukometne reprezentacije na SP u Portugalu 2003. (prvaci) | Sastav hrvatske rukometne reprezentacije na SP u Portugalu 2003. (prvaci) | Sastav hrvatske rukometne reprezentacije na SP u Portugalu 2003. (prvaci) |
| --- | ------------------------------------------------------------------------- | ------------------------------------------------------------------------- |
| |                                                                           |                                                                           |
| Ivano Balić \| Davor Dominiković \| Mirza Džomba \| Slavko Goluža \| Božidar Jović \| Nikša Kaleb \| Mario Kelentrić \| Blaženko Lacković \| Valter Matošević \| Petar Metličić \| Vlado Šola \| Denis Špoljarić \| Goran Šprem \| Renato Sulić \| Tonči Valčić \| Igor Vori \| Vedran Zrnić \| izbornik: Lino Červar |                                                                           |                                                                           |